# Grube Fortuna (Groß Döhren)

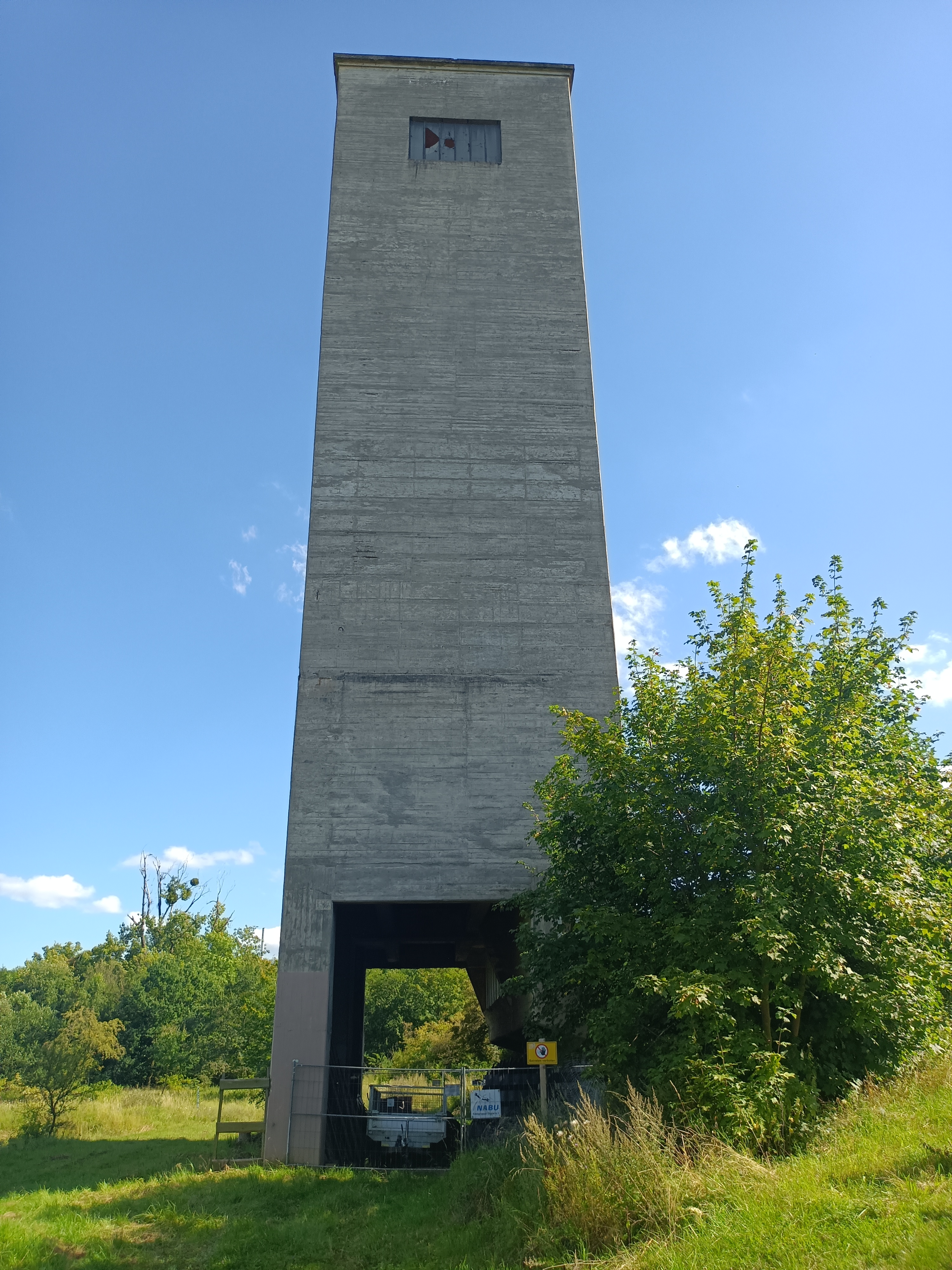

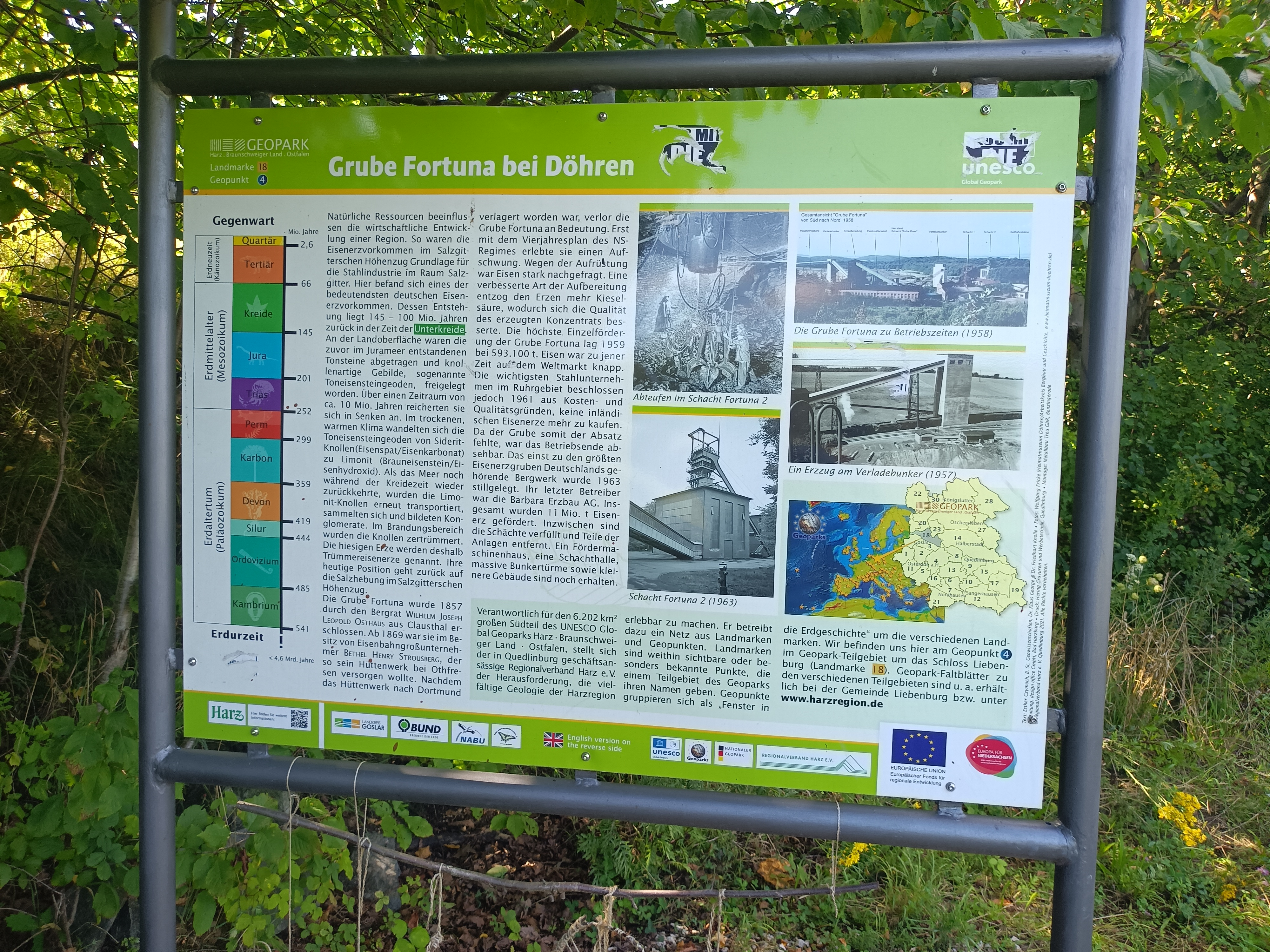
01.1-Infotafel, 11-08-2024

Die Grube Fortuna ist ein stillgelegtes Eisenerzbergwerk im Peine-Salzgitter-Revier in der Nähe von Groß Döhren, Gemeinde Liebenburg im Landkreis Goslar (Niedersachsen).
Die zuletzt durch die Barbara Erzbergbau AG betriebene Grube war die größte im südlichen Salzgitter-Höhenzug. Abgebaut wurde eine aus mehreren Teillagern bestehende Trümmererzlagerstätte der Unterkreide im Tage- und Tiefbau.

## Geologie

### Die Entstehung der Erzlager der Grube Fortuna
Die Entstehung der Lager verlief wie die der übrigen Lagerstätten im Raum Salzgitter: Im Bereich des Salzgitter-Höhenzuges befand sich die Küstenlinie des Unterkreide-Meeres. In der Umgebung verwesender Meeresorganismen konnten im Wasser gelöste Eisenverbindungen besonders gut ausfällen und bildeten sogenannte Toneisenstein-Geoden. Diese wurden durch die Meeresbrandung bevorzugt in natürlichen Senken in Küstennähe abgelagert. Durch Verwitterungsprozesse nach Rückzug des Wassers zerfielen sie in zahlreiche Trümmer. Bei nachfolgenden Überflutungen wurden an gleicher Stelle Eisen-Oolithe abgelagert. Die so entstandenen ursprünglich flachen Lagerstätten (auch Erzkolke genannt) wurden im Verlauf der Jahrmillionen durch tektonische Prozesse und/oder aufsteigende Salzstöcke gestört und aufgerichtet.

### Geographische Lage und Ausdehnung

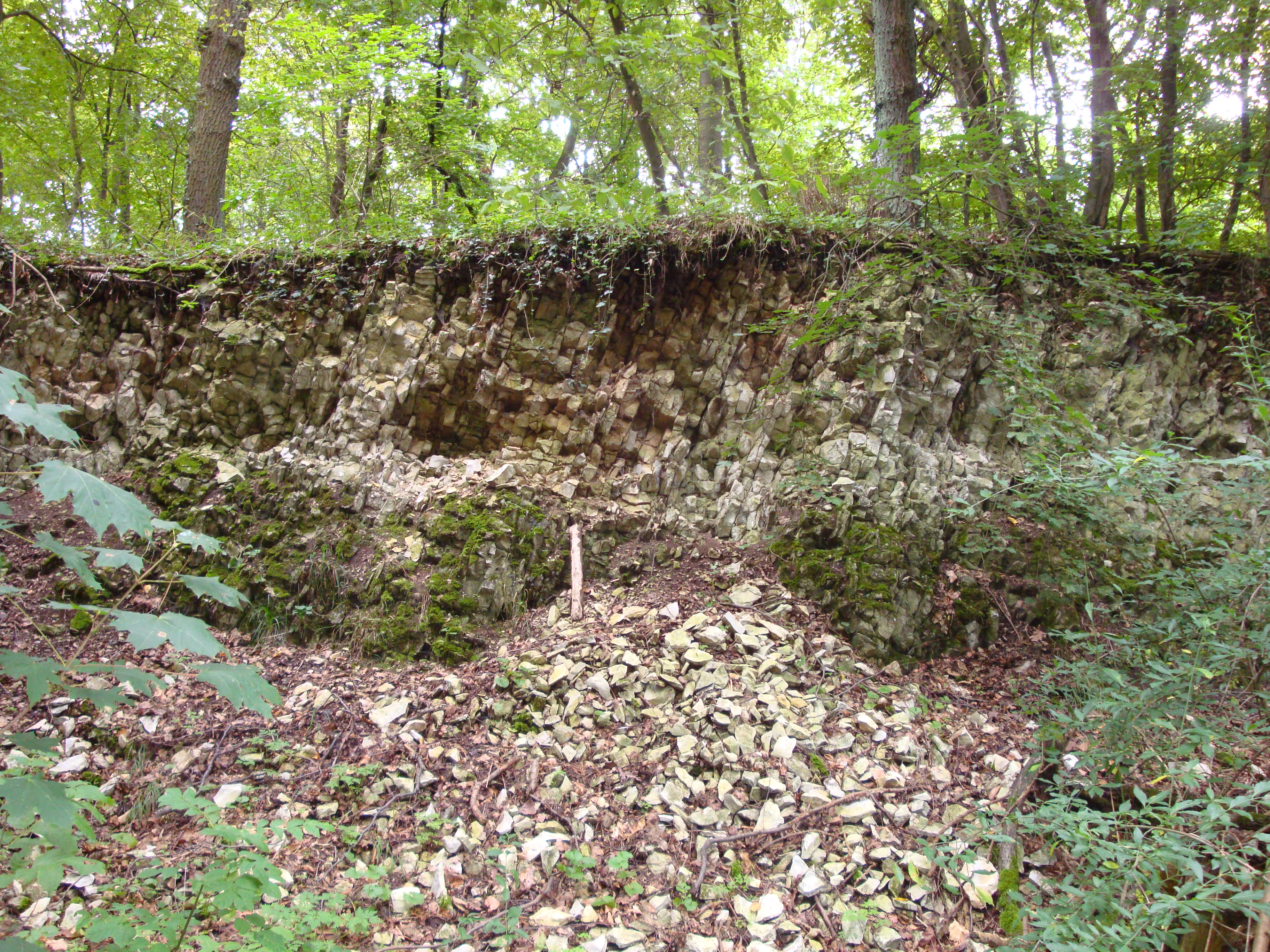
Geologischer Aufschluss der steilstehenden Hangendschichten nordöstlich von Schacht Fortuna 2

Die Lagerstätte Fortuna befindet sich am südöstlichen Rand des Salzgitter-Höhenzuges zwischen den Orten Groß Döhren und Liebenburg. Sie streicht von Norden nach Süden und fällt steil mit 73 bis 90 gon von Westen nach Osten ein. Im Bereich der Grube Fortuna ist die Lagerstätte auf 1500 Metern streichender Länge aufgeschlossen worden, im Norden baute die Grube Anna und Hoffnung der Ilseder Hütte auf die Fortsetzung dieser Erzlager. Der bedeutendste Lagerstättenteil war das sogenannte Braune Lager mit einer Mächtigkeit von 10 bis 30 Metern. Durch Tonschichten von 10 bis 25 Metern davon getrennt, bestand darüber das Rothe-Rose- oder Rote Lager. Im Süden der Lagerstätte trat vereinzelt ein drittes Lager auf, das Rote Südlager. Die Lager waren in ihren Verlauf durch Störungen versetzt.

### Mineralogie
Die angetroffenen Erze schwankten in ihrer mineralischen Zusammensetzung sehr stark. Es handelte sich um ein Konglomerat aus linsen- bis schalenförmigen Brauneisentrümmern von weniger als einem bis 15 Millimeter Durchmesser, Phosphoriten, Sandstein und Glaukoniten in einem sandig-tonigen Bindemittel.
Die durchschnittliche Zusammensetzung des späteren Roherzes betrug: 25 bis 38 % Fe, 0,1 bis 0,2 % P, 2 bis 5 % CaO und 28 bis 35 % SiO2.

## Geschichte und Technik

### Vorgängerbergbau
Das Grubenfeld Fortuna wurde 1857 durch den Bergrat Wilhelm Joseph Leopold Osthaus aus Clausthal gemutet. Dieser verkaufte es 1858 an die Lüneburger Eisenwerke. Im Jahr 1868 befand es sich im Besitz von Emil Langen und der AG Eisenwerk zu Salzgitter, die von 1868 bis 1874 ein Eisenhüttenwerk am Gittertor bei Salzgitter betrieb. Langen ließ im Feld Fortuna einen Tagebau anlegen und den 160 Meter langen Döhrenbach-Stollen auffahren.

### Erste Anfänge in den Jahren 1869 bis 1884
Der Eisenbahngroßunternehmer Bethel Henry Strousberg erwarb am 10. Juli 1869 die Eisensteinfelder Dorothea, Fortuna, Glückauf, Rothe Rose und Glücksborn bei Groß Döhren für 250.000 Taler. Mit den Erzen der Grube Fortuna sollte sein 1869 bei Othfresen gebautes Hüttenwerk versorgt werden. Dazu wurde ein 2.330 Meter langes Schmalspurgleis von der Hütte zum Bergwerk verlegt. Eine Betriebsgenehmigung des Bergamtes Goslar vom 25. Februar 1869 lag bereits vor und 1870 war ein Tagebau mit drei Strossen und einer Jahresförderung von rund 15.000 Tonnen in Betrieb. Auf den Tagebau zu wurden zwei Stollen aufgefahren. 1872 hatte der Tagebau eine Tiefe von 20 Metern erreicht, das Erzlager war dort 33 Meter mächtig.
Strousberg geriet durch seine gewagten Investitionen wiederholt in finanzielle Schwierigkeiten und verkaufte die Grube Fortuna und das Hochofenwerk Othfresen zusammen mit der Steinkohlenzeche Glückauf-Tiefbau am 20. Februar 1872 an die Union, AG für Bergbau, Eisen- und Stahl-Industrie (Dortmunder Union) für insgesamt 6 Mio. Taler.
Bereits 1871 setzte mit dem Ende des Deutsch-Französischen Krieges ein Abschwung in der eisenschaffenden Industrie ein, da Lothringen mit den umfangreichen Minetteerzlagern an das Deutsche Reich gefallen war. Infolgedessen legte die Dortmunder Union das Hüttenwerk 1874 still, demontierte Teile der Anlagen und schaffte diese nach Dortmund. Der Grubenbetrieb ruhte in den Jahren 1874 bis 1881 mangels Absatz. Pläne zur Wiederaufnahme des Bergbaus scheiterten an den zu hohen Transportkosten in das Ruhrgebiet. Nachdem 1881 bis 1883 nochmal 29.000 Tonnen Erz für Verhüttungsversuche gefördert wurde, entließ man 1884 die Belegschaft und stellte den Betrieb ein.

### Untersuchung der Lagerstätte, Bergbau- und Aufbereitungsversuche von 1920 bis 1934
Nach dem verlorenen Ersten Weltkrieg fiel Lothringen wieder an Frankreich und die Eisen- und Stahlindustrie der Weimarer Republik musste sich nach einer neuen inländischen Rohstoffbasis umsehen. Nun rückten auch die Salzgittererze und damit das Fortuna-Lager wieder in das Interesse der Hüttenwerke an der Ruhr. Die Dortmunder Union war mitsamt ihren Berechtsamen in Groß Döhren und der stillgelegten Grube Fortuna 1910 durch die Deutsch-Luxemburgische Bergwerks- und Hütten-AG (DL) übernommen worden. Die DL meldete am 16. Juli 1919 der Bergbehörde in Goslar, dass sie eine Untersuchung der Lagerstätte in Oberflächennähe erwäge. Mit den Untersuchungsarbeiten wurde die Erzstudien GmbH beauftragt, ein Konsortium, an dem außer der DL auch der Hörder Bergwerks- und Hütten-Verein, die Hoesch AG, die Gelsenkirchener Bergwerks-AG und die Rheinische Stahlwerke AG beteiligt waren.
Um über die Erfahrungen der Ilseder Hütte hinaus selbst die wirtschaftliche Gewinnung von Salzgittererzen zu erforschen, wurde am 16. April 1920 das Konsortium Fortuna gegründet und die Wiederaufnahme und Erweiterung des Bergbaus bis auf eine Förderleistung von 10.000 Tonnen Erz im Monat beschlossen. Dazu wurde zunächst der alte Tagebau wieder in Gang gebracht und ein weiterer neu aufgeschlossen. Über einen Bremsberg und die erneuerte Bahntrasse nach Othfresen wurden die gewonnenen Erze abtransportiert. Ab 1923 begann man mit dem Tiefbauaufschluss. Es wurden der Schacht Rothe Rose, der Stapelschacht und der Tonnlägige Schacht abgeteuft. Alle drei Schächte waren rund 35 Meter tief und reichten bis zur 200-m-Sohle (NN). Weiterhin wurde der Dorotheen-Stollen von der Barley aus aufgefahren. 1924 arbeiteten bereits 211 Bergleute auf Fortuna und förderten bis zu 6.000 Tonnen Erz im Monat. Das Roherz enthielt etwa 30 bis 34 % Fe und wurde in einer ersten Versuchsaufbereitung zu Konzentraten von 36 bis 39 % Fe angereichert. Eine zweite Versuchsaufbereitung wurde 1925 gebaut.
Die angetroffenen Erze ließen sich nur schwierig aufbereiten, zum einen war an jedem Betriebspunkt der Grube die mineralische Zusammensetzung der Lagerstätte eine andere, zum anderen nahm zur Teufe hin die Härte des Erzes zu. Nachteilig für die wirtschaftliche Verhüttung war das hohe Verhältnis von Kieselsäure zu Kalk im Roherz bei vergleichsweise geringen Eisengehalten. Deshalb geriet der Absatz der Konzentrate bald ins Stocken. Schon in den Jahren 1924 und 1925 musste der Abbaubetrieb zeitweise eingestellt werden. Nach dem Zusammenschluss der meisten Anteilseigner zur Vereinigte Stahlwerke AG am 14. Januar wurden 80 % der Anteile am Konsortium Fortuna von der VESTAG und 20 % von der Hoesch AG gehalten. In den folgenden Jahren kam das Bergwerk nicht über einen sporadischen Versuchsbetrieb hinaus.

### Ausbau und Blütezeit vom Vierjahresplan bis zum Wirtschaftswunder in den Jahren 1935 bis 1953
Durch den Vierjahresplan des nationalsozialistischen Regimes wurden 1935 die Aufschluss- und Ausbauarbeiten auf der Grube Fortuna neu belebt. Der Stapelschacht, jetzt Schacht Fortuna genannt, wurde bis zur -50-m-Sohle (5. Tiefbausohle = 280 Meter Teufe) weitergeteuft und das Erzlager dort untersucht. Nachdem alle Tiefbausohlen mit dem Schacht Fortuna durchschlägig verbunden waren, wurden der Schacht Rothe Rose und der Tonnlägige Schacht abgeworfen. Die Grubenanschlussbahn nach Othfresen wurde auf Normalspur ausgebaut. Auf Grundlage der Versuchsarbeiten in den 1920er bis Anfang der 1930er Jahre entstand von 1936 bis 1938 eine völlig neue Aufbereitung. Weiterhin wurden zahlreiche Nebengebäude errichtet, wie die Verwaltung, die Werkstätten oder das Kauengebäude.
Bereits 1937 wurden 235.000 Tonnen Roherz gefördert. Schwierigkeiten bereitete auch die Auswahl eines geeigneten Abbauverfahrens im Untertagebau. Bislang wurde in Deutschland keine so mächtige, steilstehende Eisenerzlagerstätte bei vergleichsweise wenig standfesten Nebengesteinen abgebaut. Nach anfänglichen Versuchen mit dem Stoßbau oder Firstenbau setzte sich der versatzlose Magazinbau durch, eine Variante des Kammerbaus, die im schwedischen Erzbergbau entwickelt worden war. Dabei blieb das losgeschossene Haufwerk in der Abbaukammer bis zur Auserzung liegen und wurde zum Schluss komplett über eine Fußstrecke abgezogen. Die Arbeit in den Abbauen war gefährlich, da die Hauer beim Bohren auf dem Haufwerk stehend arbeiten mussten und ein Ausbau nicht möglich war. Daher wurde dieses Verfahren auf der Grube Fortuna zu Beginn der 1940er Jahre durch den sogenannten Weitungsbau abgelöst. Die Hauer standen nun geschützt in kleinen übereinanderliegenden Abbaustrecken am Rande der Weitung, den sogenannten Örtchen. Die Weitungen hatten eine Grundfläche von 3 Metern mal 8 Metern. Das Erze wurde eine Böschung (Schürzen) hinuntergeschossen und fiel durch Rolllöcher in eine Schrapperstrecke. Mit diesem Abbauprinzip wurden bis zu 600 Tonnen Erz am Tag aus einer Weitung gewonnen. Die Abbauleistung betrug 1940 10 Tonnen Erz pro Mann und Schicht. Da die Abbaue nach dem Auserzen zu Bruch geschossen wurden, entstanden über Tage deutliche trichterartige Absenkungen. Dieses wurde bewusst in Kauf genommen, es handelte sich um unbewohntes Gebiet. Später, in den 1950er und 1960er Jahren, wurden diese Trichter mit Aufbereitungsrückständen verfüllt.
Im Schacht wurde das Erz mit einer Skipförderung zu Tage gehoben und auf einer Bandbrücke in die Aufbereitung gefördert. Dort wurde es zunächst gemahlen. Anschließend wurde das Mahlgut mit Wasser gewaschen (geläutert). Dabei ging das tonig-sandige Bergematerial als Schlamm ab und wurde in einem Schlammteich von 2 Mio. m³ Inhalt aufgefangen. Danach wurde das sogenannte Halbkonzentrat gesiebt, einer Scheidung über die spezifische Dichte unterzogen und abschließend einer Magnetscheidung unterzogen. Auf diese Weise konnte dem Konzentrat etwa 55 % der störenden Kieselsäure entzogen werden. Anders als bei den meisten Nachbargruben im Salzgitterrevier gelangte der überwiegende Teil der Fördermenge zum Versand an die Ruhrhütten. 1940 förderten 472 Bergleute 395.225 Tonnen Erz.
In den Jahren 1942 bis 1943 wurde ein Wetterschacht auf 185 Meter Teufe niedergebracht. Die Grube wurde auf der +154- (1.), +100- (2.) und +50-m-Sohle (3. Tiefbausohle) aus- und vorgerichtet. Während des Zweiten Weltkriegs verfuhren die Bergleute zahlreiche als Panzerschichten bezeichnete Sonderschichten. Der Weiterbetrieb der Grube litt unter den Kriegseinwirkungen. So musste der begonnene Vortrieb einer Verbindungsstrecke zum Schwesterbergwerk Morgenstern in Klein Döhren gestundet werden. Durch den Zusammenbruch im Mai 1945 kam es zu einer vorübergehenden Betriebseinstellung. Da keine kriegsbedingten Schäden zu verzeichnen waren, lief der Betrieb jedoch wenige Wochen später wieder an.
Nachdem die ersten Nachkriegsjahre durch den allgemein vorherrschenden Material- und Personalmangel geprägt wurden, setzte zu Beginn der 1950er Jahre ein Aufschwung ein. Durch den Wiederaufbau wurden im erhöhten Maß Rohstoffe für die Eisen- und Stahlerzeugung benötigt und eine Verknappung des Eisenerzes auf dem Weltmarkt machte die inländischen Erzvorkommen interessant. Wurden 1949 noch 270.800 Tonnen von 268 Mann gefördert, so waren es 1952 bereits 448.323 Tonnen bei 427 Mann Belegschaft. Im Zusammenhang mit der Neuordnung der deutschen Montanindustrie ging der Bergwerksbesitz der Grube Fortuna mit deren Gründung am 18. März 1953 an die Barbara Erzbergbau AG als Rechtsnachfolgerin der Rohstoffbetriebe der VESTAG über.

### Verbundbergwerk Fortuna – Rationalisierung bis zur Stilllegung von 1954 bis 1963

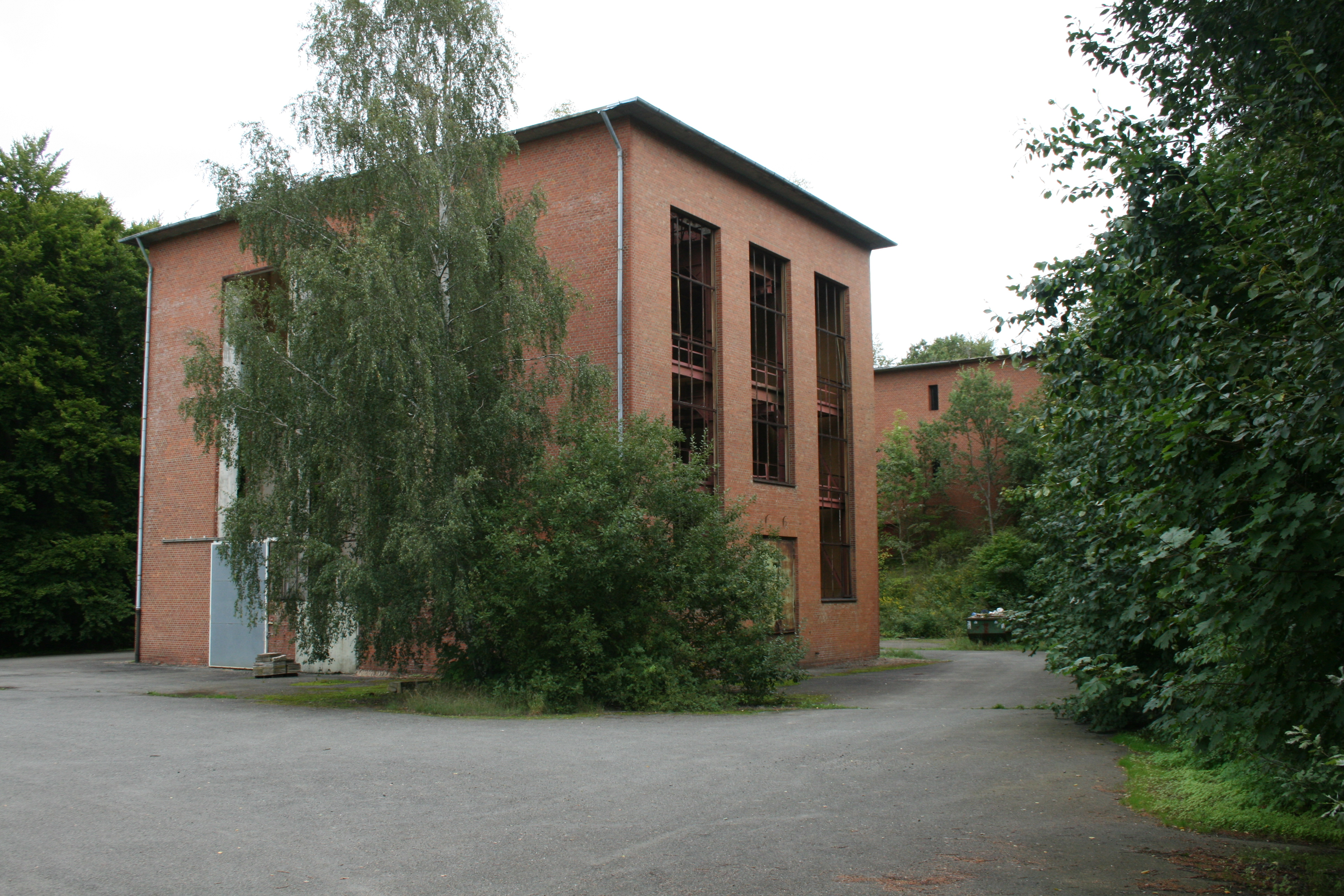
Schachthalle und Fördermaschinenhaus von Schacht Fortuna 2 (heutiger Zustand)

In der Erwartung eines längerfristigen Erzabsatzes an die Hüttenwerke im Ruhrgebiet begann ab 1954 ein umfassender Ausbau und die Modernisierung der Grube Fortuna. Zunächst wurde nordöstlich des Hauptförderschachtes Fortuna mit dem Abteufen des Schachtes Fortuna 2 begonnen. Der fünf Meter weite Schacht reichte bis in eine Teufe von 440 Metern und erhielt eine kombinierte Gefäß- und Gestellförderung. Vom Schacht Fortuna 2 wurde eine neue tiefste Fördersohle, die 7.(-188-m-)Sohle aufgefahren. Gleichzeitig wurde eine neue Erzaufbereitung mit größerer Kapazität errichtet, in der ab 1956 auch die Erze der Schwestergruben Morgenstern und Ida-Bismarck aufbereitet wurden. Die Erze von Morgenstern wurden mit einer 3,3 km langen Lorenseilbahn herantransportiert, die von Ida mittels Pendelzügen auf der Grubenanschlussbahn.
Vor dem Versand in das Ruhrgebiet wurde das Konzentrat in einer im Dezember 1956 in Betrieb genommenen Krupp-Rennanlage in Salzgitter-Watenstedt mittels Drehrohröfen zu Luppen mit 92 % Eisengehalt verarbeitet.
Mit dem Durchschlag der Verbindungsstrecke Fortuna-Morgenstern auf der -50-m-Sohle im Jahr 1959 bestand auch ein untertägiger Verbund der beiden Bergwerke.
Die höchste Einzelförderung erreichte Fortuna 1959 mit 593.100 Tonnen und 1961 wurden 864.300 Tonnen Roherze aus allen drei Gruben in der Aufbereitung Fortuna zu Konzentraten verarbeitet. Die Leistung unter Tage stieg von 1953 bis 1960 von 5,3 auf 8,6 Tonnen je Mann und Schicht.
Ende 1961 beschlossen die wichtigsten Stahlunternehmen im Ruhrgebiet, zukünftig keine inländischen Eisenerze mehr abzunehmen. Zu diesem Zeitpunkt kostete eine Tonne deutsches Erz mit etwa 30 % Eisengehalt rund 100 Deutsche Mark, ein Tonne aus Schweden einschließlich Transport 51 Deutsche Mark bei 60 % Eisen. Die Krupp-Rennanlage stellte im Frühjahr 1963 endgültig den Betrieb ein, so dass keine Möglichkeit des Erzabsatzes mehr bestand. So wurde die Grube Fortuna am 30. Juni 1963 offiziell stillgelegt. In der rund 95-jährigen Geschichte wurden insgesamt 11 Millionen Tonnen Eisenerz im Tief- und Tagebau gefördert. 1964 wurden die Schächte verfüllt und die Fördergerüste sowie ein Teil der Tagesanlagen abgebrochen.

## Heutiger Zustand (2010)

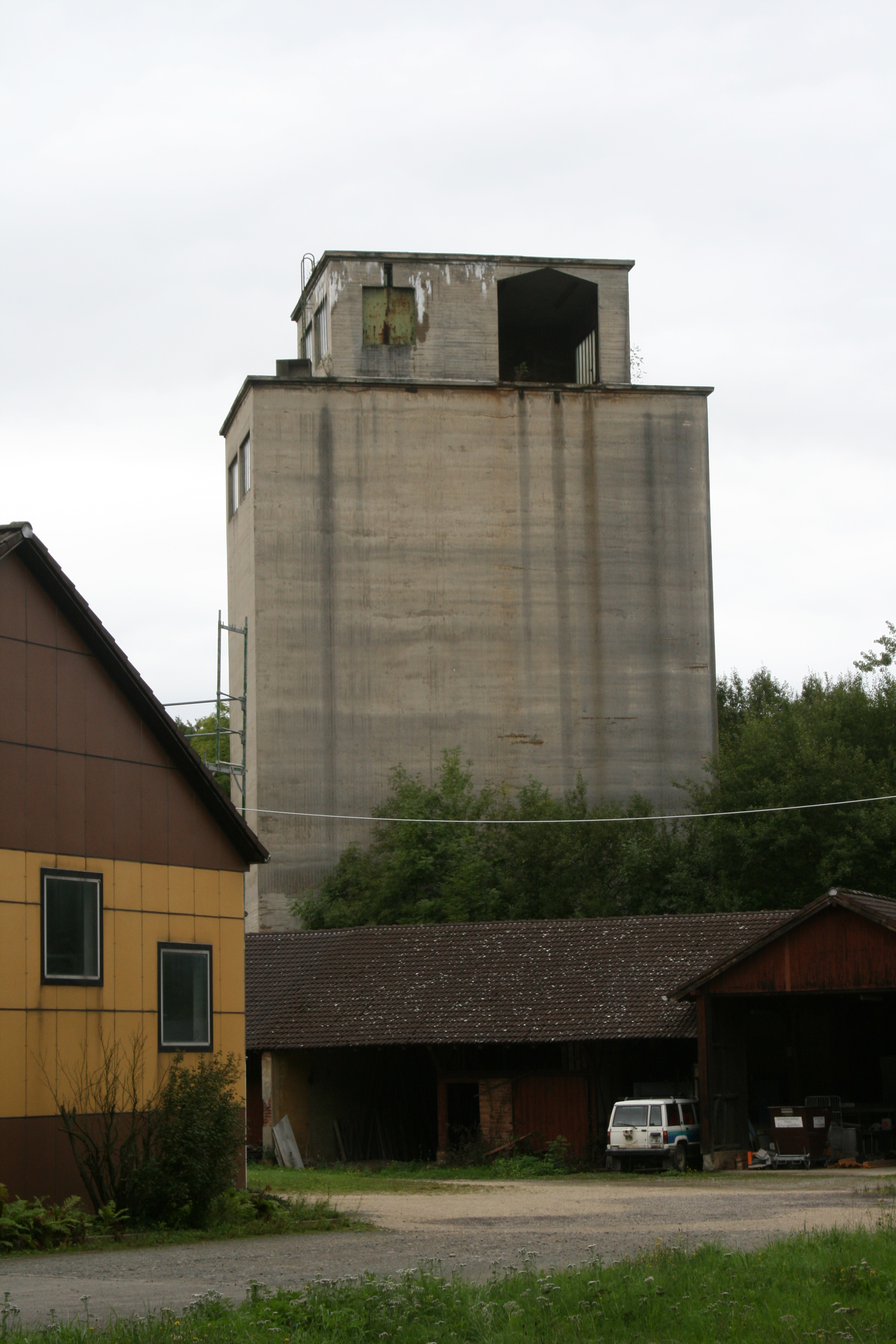
Ehemaliger Erzbunker

Das Zechengelände liegt im Wald westlich von Groß Döhren. Von der L 510 (Durnidistraße) geht am nördlichen Ortsausgang die Straße Weißer Weg ab, die nach etwa einem Kilometer auf das ehemalige Betriebsgrundstück trifft. Im Nordosten befinden sich das Fördermaschinenhaus und die Schachthalle von Schacht II. Beide Gebäude wurden seit der Stilllegung nicht mehr genutzt und sind entsprechend verfallen. Weiter in Richtung Süden folgen die ehemalige (neue) Verwaltung und die Kaue. Im äußersten Südwesten lag Schacht I, dessen Fördermaschinenhaus noch steht. In dessen Nähe stehen noch das Werkstattgebäude und die ältere Verwaltung. Auf der Freifläche im Osten des Bergwerksgeländes war die Aufbereitung, von der die massiven Betonbunker für Berge und Konzentrat noch erhalten sind.
Der trockengelegte, ehemalige Absetzteich der Aufbereitung dient heute als Sportplatz.